# Pigment Yellow 97
C.I. Pigment Yellow 97 ist ein gelbes Azopigment aus der Gruppe der Arylidgelb-Pigmente.

## Eigenschaft
Pigment Yellow 97 besitzt eine extrem gute Licht- und Wetterechtheit. Die Beständigkeit gegenüber organischen Lösemittel und die Überlackierbarkeit ist besser im Vergleich zu anderen Monoazopigmenten. Durch das Vorhandensein einer N-Phenylsulfionamidgruppe wird die Migrationsechtheit verbessert.
Obwohl die Verbindung oft als Azoverbindung dargestellt wird, zeigt die Röntgenkristallographie, dass durch die Azo-Hydrazo-Tautomerie die Hydrazonform bevorzugt vorliegt.

## Gewinnung und Darstellung
Arylidgelbpigmente erhält man durch Diketenisierung eines aromatischen Amins, das anschließend mit einer Diazokomponente in einer Azokupplung zum Pigment umgesetzt wird. So wird Pigment Yellow 97 (6) durch Diazotierung von 4-Amino-2,5-dimethoxy-N-phenylbenzolsulfonamid (1) und Kupplung der Diazokomponente (2) auf 4-Chlor-2,5-dimethoxyacetoacetanilid (5) hergestellt. Die Kupplungskomponente wird durch Umsetzung von Diketen (4) mit 2,5-Dimethoxy-4-chloranilin (3) synthetisiert.

## Verwendung
Pigment Yellow 97 findet Verwendung in zahlreichen Anwendungen. Im Bereich der Lacke ist es für Industrielacke auch in Pastelltönen und für Autoreparaturlacke in vollen Tönen geeignet. In Dispersionsanstrichfarben kann es auch im Außenbereich eingesetzt werden. Im Bereich der Druckfarben wird es insbesondere für hochwertige Druckerzeugnisse mit hohen Echtheitsansprüchen verwendet. Ein weiteres Einsatzgebiet ist bei den Kunststoffen, beispielsweise in transparenten und deckenden Färbungen in Hart-PVC. Pigment Yellow 97  wird auch zum Pigmentieren von Epoxid-Gießharzen oder Harzen aus ungesättigtem Polyester. sowie bei Druckertinten verwendet.

## Externe Links zu erwähnten Verbindungen
1. ↑  Externe Identifikatoren von bzw. Datenbank-Links zu 4-Amino-2,5-dimethoxy-N-phenylbenzolsulfonamid:  CAS-Nr.: 52298-44-9, EG-Nr.: 257-821-4, ECHA-InfoCard: 100.052.548, PubChem: 104143, ChemSpider: 94021, Wikidata: Q27261234.
2. ↑  Externe Identifikatoren von bzw. Datenbank-Links zu 4-Chlor-2,5-dimethoxyacetoacetanilid:  CAS-Nr.: 4433-79-8, EG-Nr.: 224-638-6, ECHA-InfoCard: 100.022.399, PubChem: 78170, ChemSpider: 70546, Wikidata: Q27280985.